# SV 98 Schwetzingen
SV 98 Schwetzingen is een Duitse sportclub uit Schwetzingen, Baden-Württemberg. Naast voetbal is de club ook actief in handbal, atletiek, aerobic, fitness en gymnastiek. 
De club werd op 31 oktober 1898 opgericht als FVgg 1898 Schwetzingen. Na een fusie in 1926 met FV 1910 Schwetzingen werd de huidige naam aangenomen. Na de Tweede Wereldoorlog fuseerde de club met TV Schwetzingen 1864 en speelde drie jaar als TSV Schwetzingen 1864 maar werd in 1948 opnieuw zelfstandig. 

## Geschiedenis
In 1920 promoveerde de club voor het eerst naar de hoogste klasse van de Odenwaldse competitie. Ze werden laatste, maar degradeerden niet omdat de competitie opging in de nieuwe Rijncompetitie. Hier degradeerde de club na één seizoen en slaagde er daarna niet meer in te promoveren. 
Van 1947 tot 1949 speelde de club in de tweede klasse van de Oberliga Süd. Na de invoering van de II. Division belandde de club in de vierde klasse. Een groot deel van de jaren vijftig speelde de club nog in de derde klasse. In 1963 kreeg de club nog de kans om te promoveren naar de nieuwe Regionalliga, maar slaagde daar niet in via de eindronde. De club speelde verder in de amateurliga tot 1978 toen de Oberliga Baden-Württemberg ingevoerd werd als nieuwe derde klasse. In 1982 kon de club eindelijk promoveren, maar kon het behoud niet verzekeren. In 1986 promoveerde de club een tweede keer. Nadat de degradatie twee keer vermeden werd eindigde de club derde in 1989 en de volgende twee seizoenen werd Schwetzingen telkens vierde. Hierna ging het snel bergaf en in 1993 degradeerde de club naar de Verbandsliga Nordbaden, die door de herinvoering van de Regionalliga in 1994 nog maar de vijfde klasse was. Na een aantal plaatsen in de subtop degradeerde de club in 2003 naar de Landesliga. In 2006 kon de club terugkeren naar de Verbandsliga, die na de invoering van de 3. Liga in 2008 nog maar de zesde was.  

## Bekende (oud-)spelers
- Hans Richter